# Orden Angkor
La Orden Angkor fue la máxima condecoración de la República Popular de Kampuchea.
Fue establecida en 1982 para premiar sobresalientes logros y asistencia en la construcción y protección de la República Popular.
Físicamente consistía en una medalla ovalada de oro sólido de 44 x 48 mm que mostraba el Angkor Wat, uno de los tesoros arqueológicos más importantes del mundo, que dio nombre a esta condecoración. Éste estaba rodeado del nombre oficial del Estado en idioma jemer. La cinta de la que pendía la medalla era roja con cinco franjas amarillas intercaladas de distinto grosor.
En 1989 se modificó la condecoración: como el país pasó a llamarse Estado de Camboya, se modificó la inscripción que rodeaba el paisaje del Angkor Wat, y la cinta dejó de tener el plegado pentagonal típicamente socialista para tenerlo derecho.
Esta condecoración fue otorgada sólo cincuenta veces. Con la transición hacia la restauración monárquica se dejó de conceder.

## Fuente
David Fay. «The Angkor Decoration». The Orders and Medals of the People's Republic of Kampuchea (en inglés). Consultado el 19 de marzo de 2014.
- Datos: Q15993891